# I Got Ants in My Pants
"I Got Ants in My Pants (and I Want to Dance)" é uma canção funk de James Brown. Gravada em 1971 e lançada como single de duas partes em novembro de 1972 ou janeiro de 1973, alcançou o número 4 da parada R&B e número 27 da parada Pop. Não foi incluída em nenhum álbum mas uma versão remixada foi incluída na compilação de 1988  Motherlode.